# Орален секс
Орален секс (от латински език oris – „уста“) означава сексуален контакт, който включва стимулация на гениталиите на сексуалния партньор с уста (устни, език, зъби или гърло), като това доставя у него сексуално удоволствие. Обикновено оралният секс се практикува като част от предварителната сексуална игра – преди същинският сексуален акт и има за цел да възбуди партньорите подготвяйки ги за предстоящия секс. Много двойки често го практикуват и по време на секса и/или след това. Оралният секс може да бъде практикуван и самостоятелно, без допълнителен вагинален и/или анален такъв, понеже чрез него в повечето случаи е достатъчно да бъде достигнат оргазъм у партньора, на който бива прилаган.

## Значение
Както вагиналният секс, така и оралният е вид сексуален акт. Имало е противоречия в миналото за това дали оралният секс трябва да се брои наистина за секс и ако е практикуван орален секс, дали това води до загуба на девствеността. Както при взаимната мастурбация и други сексуални практики без проникване, много хора не смятат оралния секс за редовен сексуален акт. Ето защо, за много хора оралният секс е начин да изпитват сексуално удоволствие без да загубят девствеността си.
Оралният секс въздейства много интензивно и върху двамата партньори, тъй като половите органи могат да бъдат стимулирани с уста и език по разнообразни начини. Всеки от партньорите може във всеки момент да реши докъде иска да стигне в сексуалните отношения.
Някои предразсъдъци на предходните поколения предполагат, че само мъжете имат право да получават орално удоволствие, но днес се смята, че оралният секс изисква взаимност и реципрочност на партньорите.
Оралният секс се използва от хора с всякаква сексуална ориентация. В хетеросексуалните двойки оралният секс често се използва и като предпазване от забременяване, тъй като при него липсва тази възможност, за разлика от гениталния секс. Това става, като при оргазма си мъжът като алтернатива избира да изхвърли спермата си в устата на жената вместо в нейното влагалище. Това е често срещана практика при много двойки. При някои оралният секс може да бъде предпочетен като алтернатива на сексуалното проникване. Отсъствието на вероятност за забременяване е причината много обвързани двойки да предпочитат оралния секс пред вагиналния такъв.

## Видове орален секс
Оралният секс носи официалното име „фелацио“ за мъжете и „кунилингус“ за жените.
Фелацио (на латински: fellare – смуча) описва случая, в който бива стимулиран пениса на партньора с устата на партньорката му. Пенисът и/или тестисите, биват стимулирани сексуално с език и устни или поемани в устата.
Често главичката на пениса се стимулира с език с кръгообразни или вибриращи движения и/или се поема в устата и се засмуква. Някои жени практикуват техниката „дълбоко гърло“ на партньорите си, като по този начин вкарват дължината на целия пенис в гърлото си. Чрез фелацио мъжът може да бъде доведен до оргазъм, което да доведе до отделяне на спермата му.
Автофелацио (от на старогръцки: αὐτός –— сам и на латински: fello – сосу; синоними автофелацио, самоминет, самоотсос) е разновидност на фелациото, форма на полово самоудовлетворение при което мъжът ласкае половия си член самостоятелно с уста и език.
Кунилингус е вид сексуално действие (доставяне на сексуално удоволствие), при което партньорът на жената използва езика, устата и/или зъбите си за стимулиране на вулвата, клитора, както и вагиналния отвор. Терминът произлиза от две латински думи: „cunnus“, което означава вулва и „lingere“, което означава ближа. По този начин жената може да получи оргазъм. Много от партньорите по време на кунилингус проникват и с език във вагиналния отвор на партньорките си.
Когато партньорите извършват орален секс едновременно един на друг, позата се нарича „Шестдесет и девет“. Позата „69“ е най-разпространената по време на орален секс. Тя представлява едновременна и взаимна стимулация на гениталиите на двамата партньори. Дадено ѝ е това наименование заради приликата с обърнатите обратно една към друга арабски цифри „6“ и „9“. Позицията на партньора отгоре се възприема най-често като позиция на доминиращия. За равностойно положение на партньорите се приема позицията, при която и двамата са легнали настрани.
Анилингус – Въпреки че анусът не се числи към половите органи, стимулацията му с уста или език се възприема като сексуална техника. На английски се обозначава с термините „Rimming“ или „Rimjob“. Практикува се от докосване на аналната област с устни или език до интензивно проникване с езика. Анусът е чувствителна част от човешкото тяло, наситен с нерви и директното им стимулиране се възприема от мнозина като еротично.
Други наименования на оралния секс са: „френска любов“, „свирка“, „духане“, „лапане“, „дудук“, „кавал“, „минет“, „близалка“ и др.

## Културно отношение
Подробно описание на орален секс се среща още в древноиндийския трактат „Кама Сутра“. Трактатът разглежда фелациото като един от традиционните елементи на съпружеския живот. Фелациото се препоръчва като заместител на вагиналния секс в дните, когато жената е неразположена.
В Древна Гърция фелациото е известна сексуална практика, макар и с известни предубеждения. Има древногръцки изображения на фелацио между мъж и жена, както и между двама мъже.
В Древен Рим фелациото е било считано за допустимо само в извънбрачния секс, особено при хомосексуалния. Фелациото, както и пасивната роля в хомосексуалния акт са се считали за унизителни за правещия го. Римляните са правели разлика между ирумация (irrumatio) – „подаване на члена“ (обикновено предполагащо принуждение на партньора) и фелацио (fellatio) – тоест поемане на члена. Катула споменава ирумацията като заплаха: „Pedicabo ego vos et irrumabo“ (Carm).
При някои от античните култури, дори и такива, които са били изключително толерантни към различни сексуални практики, оралният секс е бил (поне официално) отхвърлян. По всяка вероятност това се е дължало на съществуващия тогава висок риск от инфекция поради ниското ниво на хигиена.

## Полово предавани болести
Оралните сексуални практики не са ефективен начин за избягване на полово предавани болести, въпреки че се смята, че някои инфекции се предават по-трудно по този начин. Хламидия, човешки папиломен вирус (HPV), гонорея, херпес, хепатит и други половопреносими болести – включително HIV – могат да бъдат предадени чрез оралния секс. Въпреки че точния риск за предаване на HIV е неизвестен, се смята, че вероятността за инфектиране е сравнително ниска. Смята се, че вероятността за предаване на тези инфекции е по-ниска при орален секс, отколкото при анален или вагинален секс.
Ако приемният партньор има рани или язви по гениталите си, или преносният партньор има ранички или язви по или в устата, или кървящи венци, вероятността за пренасяне на болестите се увеличава многократно.

### Предпазване
Най-безопасният начин за пристъпване към орален секс е употребата на презерватив. На пазара се предлагат презервативи с вкус на шоколад, банан, мента, череша и много други. Обратно, най-безопасният начин за кунилингус е употребата на т.нар. дентална преграда. Това е парче латекс, използвано за покритие на вагината, така че нейните течности да не попаднат в устата.